# Brachydoxa syntrocha
Brachydoxa syntrocha är en fjärilsart som beskrevs av Edward Meyrick 1917. Brachydoxa syntrocha ingår i släktet Brachydoxa och familjen äkta malar. Inga underarter finns listade i Catalogue of Life.